# Ethridge (Tennessee)
Pour les articles homonymes, voir Ethridge.
Ethridge est une municipalité américaine située dans le comté de Lawrence au Tennessee.
Selon le recensement de 2010, Ethridge compte 465 habitants. La municipalité s'étend sur 1,17 mille carré (3,03 km2).
D'abord appelée Hudson's Spring et Kerpleinker Place, la localité est renommée en l'honneur de l'homme politique Emerson Etheridge (en). C'est une municipalité depuis 1973.